# Ernesto Gómez Gallardo Argüelles

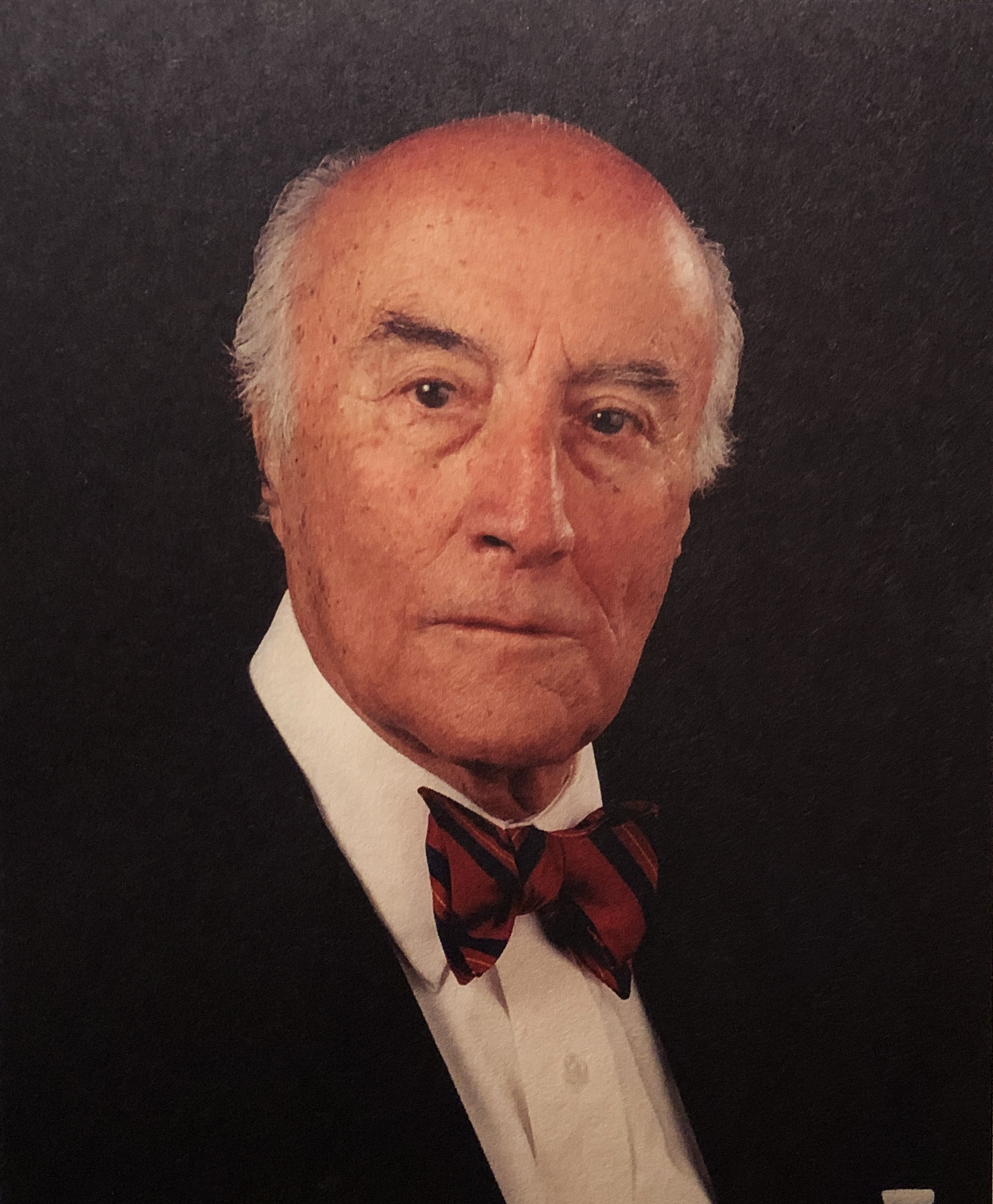
Arq. Ernesto Gómez Gallardo Argüelles

Ernesto Gómez-Gallardo Argüelles (Ciudad de México, 13 de noviembre de 1917 - ibídem, 24 de enero de 2012) fue un arquitecto mexicano. Formó parte del equipo inicial de arquitectos que diseñaron y construyeron la Ciudad Universitaria de la UNAM, hoy Patrimonio Cultural de la Humanidad. Él participó con la construcción del edificio de la Escuela Nacional de Jurisprudencia, junto con el arquitecto Alonso Mariscal, y el auditorio de la Facultad de Arquitectura. Entre sus premios destacan la Medalla de Plata en la Trienal de Milán en 1960, el Premio Honorario, Íconos del Diseño 2011 de Architectural Digest.

## Biografía

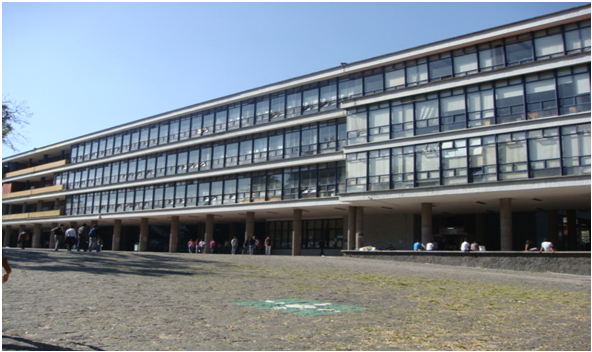
Edificio de la Facultad de Derecho

Nació en la Ciudad de México en 1917. Estudió en la Escuela Nacional de Arquitectura de San Carlos y se recibió en 1943. En 1951 participó en la creación de la Ciudad Universitaria de la UNAM. A finales de la década de 1950 diseñó el mobiliario de escuelas rurales para el Comité Administrador del Programa Federal de Construcción de Escuelas. Las bancas para los alumnos estaban hechas íntegramente de madera, para que pudieran ser fácilmente reparadas por los profesores, y hasta por los mismos estudiantes. A la fecha aún existes escuelas rurales en México en las que su diseño sigue utilizándose. Para la UNAM, diseño la Silla Paleta, con la que se equiparon todas las aulas de la recién construida universidad. Este diseño le valió la Medalla de Plata en la Trienal de Diseño de Milán en 1960. Fue Director de la Facultad de Arquitectura del Instituto Tecnológico y de Estudios Superiores de Monterrey. Durante casi cuarenta años fue docente de la Escuela Nacional de Arquitectura en la Ciudad de México.
A lo largo de toda su carrera, Gómez Gallardo nunca se retiró. Continuó su práctica arquitectónica hasta el año de su muerte, el 24 de enero de 2012.

## Obra
Entre sus obras importantes, incluidas las mencionadas arriba, se encuentran:
- Edificio de Jurisprudencia de la Universidad Nacional Autónoma de México
- El Altar Mayor de la Catedral Metropolitana de la Ciudad de México
- Edificio de Estacionamiento en Puente de Alvarado, Ciudad de México.[1]
- Pupitre Rural para el Comité Administrador del Programa Federal de Construcción de Escuelas
- Iglesia de Nuestra Señora de la Paz. En ejército Nacional

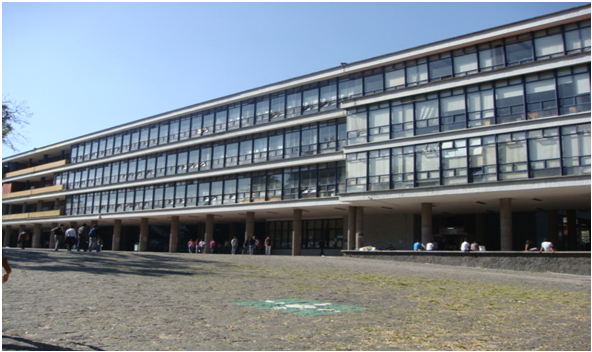
edificio A facultad de derecho
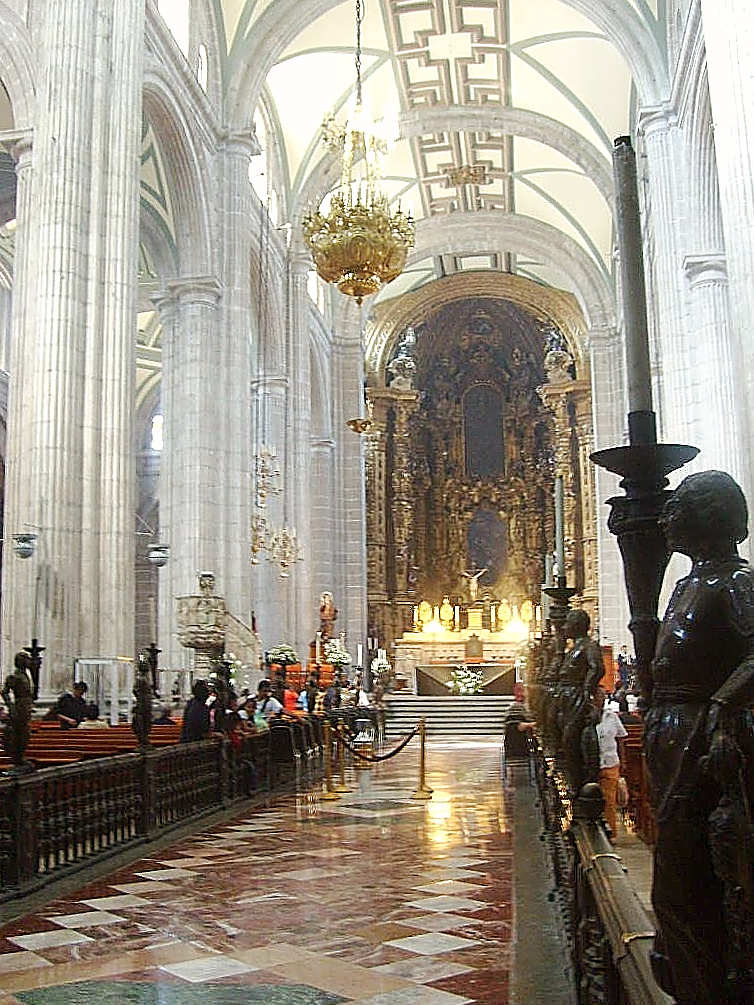
Nave central de la Catedral Metropolitana, Retablo de los Reyes al fondo y el Altar Mayor en primer plano.